# Бабин Яр (роман)
«Бабин Яр» (рос. "Ба́бий Яр") — документальний роман українського письменника Анатолія Кузнєцова, заснований на спогадах дитинства автора.

## Сюжет
Роман складається з авторської передмови, вступної глави, та кількох десятків глав, об'єднаних у три частини. Перша частина розповідає про відступ з Києва радянських військ, катастрофи Південно-Західного фронту, перші дні окупації. Також у першу частину включена хроніка вибуху Хрещатика та Києво-Печерської Лаври і перших розстрілів євреїв у Бабиному Яру. У тексті помітні ворожі інтонації щодо Сталіна і проведеної ним передвоєнної політики — у розділі «Хто приніс ялинку» розповідається про оголошення Павла Постишева «ворогом народу», в главі «Горіли книги» — про спалення книг, автори яких оголошувалися «ворогами народу», у розділі «Піонерія» — про брехливість всієї системи виховання дітей в 1930-ті роки, в розділі «Людожери» розповідається про голод в Україні під час колективізації, в якій брав участь батько Кузнєцова.
У другій частині розповідається про життя в окупації у період 1941—1943 років, про масові вивезення українців і росіян до Німеччини на роботи, про спекуляції на ринках Києва, про підпільне виробництво ковбаси, яку виготовляли навіть з людського м'яса, про дії українських націоналістів, про долю колабораціоністських журналів «Українське слово» і «Литаври» та їхніх редакторів, про футболістів київського «Динамо», розстріляних у Бабиному Яру за те, що вони виграли у німецької команди.
У третій частині розповідається про звільнення України від нацистів, про втечу поліцаїв і колабораціоністів з Києва, про битву за місто, про підпали, скоєних власівцями та німцями перед відступом, про викопування в Бабиному Яру тисяч трупів та їх спалювання нацистами з метою замітання слідів злочину, про відчайдушне повстання в концентраційному таборі Бабиного Яру, в результаті якого врятувалося 15 осіб. Також у третій частині піднімаються питання про увіковічення пам'яті Бабиного Яру в майбутньому, про забуття трагедії в сталінську добу, про подальшу долю учасників подій.

## Історія створення

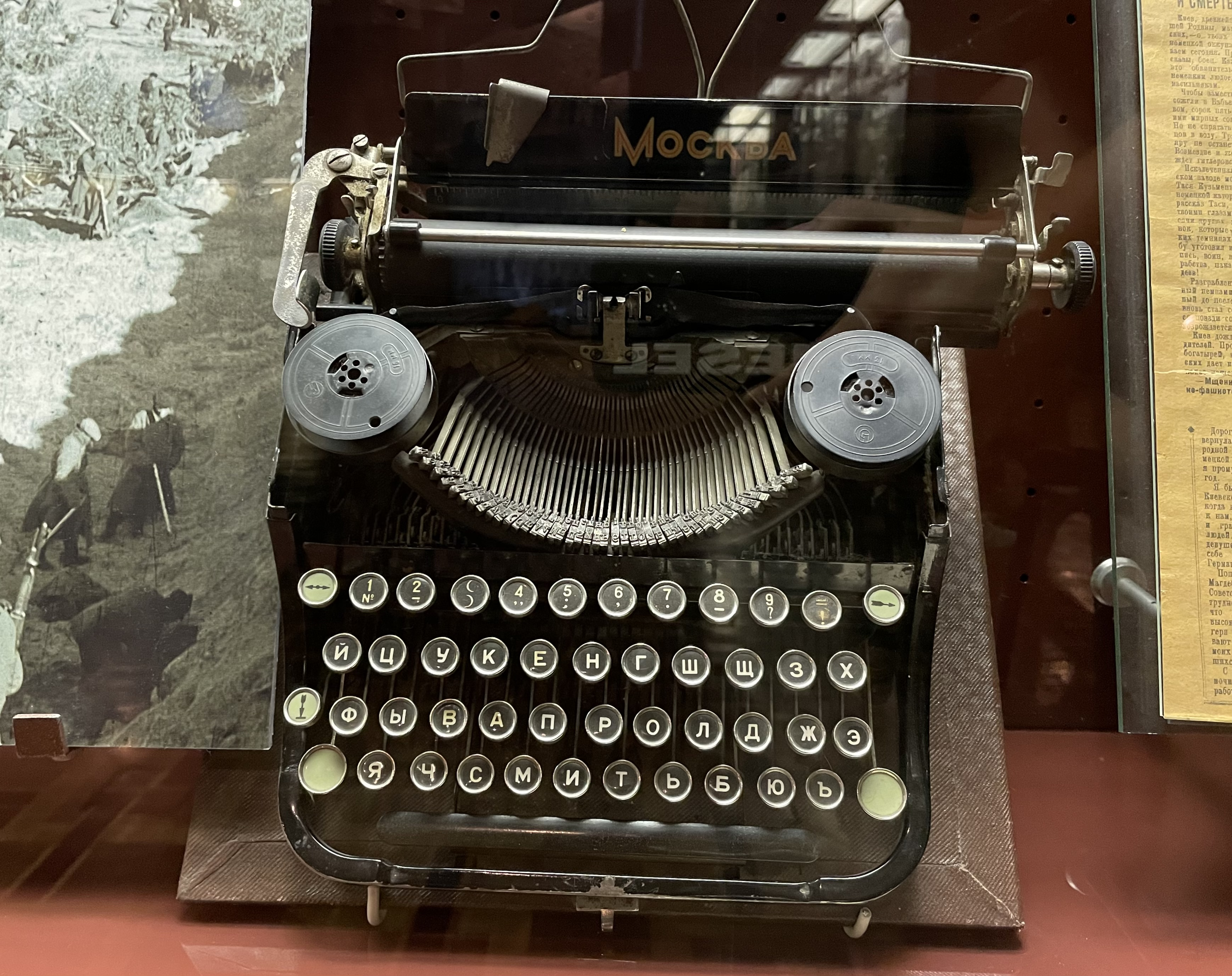
Друкарська машинка «Москва» письменника Анатолія Кузнєцова, 1955–1969 рр. Національний музей історії України у Другій світовій війні, Київ. Рукою письменника на машинці зроблено напис: «Она написала «Продолжение легенды», «У себя дома», «Бабий Яр».

Анатолій Кузнєцов, уродженець Києва, в 1941 році разом зі своєю матір'ю, дідом і бабцею, не встиг евакуюватися з рідного міста. Протягом двох років Кузнєцов прожив у Києві, де став свідком звірств німецьких окупантів проти мирного населення. Як той, хто перебував у окупації, він би не зміг поступити в Літературний інститут, але після смерті Сталіна в 1953 році йому це вдалося.
Перший рукопис Кузнєцов приніс в редакцію журналу «Юность» («Юність») у 1965 році. Він сподівався, що на хвилі «відлиги» роман буде опубліковано повністю, однак його змусили скоротити текст. Зокрема, були прибрані як «антирадянщина» глави книг про вибух здійснений радянськими військами при відступі головної вулиці Києва — Хрещатика, і Києво-Печерської Лаври, інформація про Куренівську трагедію 13 березня 1961 року. За спогадами письменника, «рукопис був нарозхват, всі читали, захоплено відгукувалися в особистій розмові, а офіційно вони висували вбивчу критику». В кінцевому підсумку рукопис без низки глав дійшов до ЦК КПРС, де його особисто прочитав головний ідеолог СРСР Михайло Суслов, якому він сподобався, але, оскільки він читав без деяких розділів, то ці розділи були прибрані. Додатковим аргументом до вирішення відправки на друк «Бабиного Яру» було те, що роман нібито спростовував нашумілий у свій час вірш Євгена Євтушенка «Над Бабьим Яром памятника нет…». Сам же Кузнєцов запевняв, що це не було його метою, а лише хотів розповісти про Бабин Яр куди більше і у всіх аспектах.
Публікація була дозволена, але в книзі було зроблено стільки купюр і змін, що текст вийшов чисто антинацистської спрямованості, замість власне антитоталітарної. Відповідальними за це Кузнєцов назвав головного редактора журналу «Юность» Бориса Полєвого та відповідального секретаря Леопольда Желєзнова. Навіть назву роману Кузнєцову насилу вдалося відстояти, оскільки її хотіли змінити, щоб вона не асоціювалося з вищевказаним віршем Євтушенка.
Коли Кузнєцов дізнався, що велика частина особливо важливого тексту була викинута з книги, він зажадав рукопис назад, але йому його не повернули, оскільки Суслов вже дав дозвіл на друк. У 1966 році в журналі «Юность» був опублікований скорочений роман, однак ніякого напису про скорочення не було. Місцями текст вийшов відверто нескладним, іноземні перекладачі часто не розуміли сенс деяких речень. Через деякий час видавництвом «Молодая гвардия» було випущено книжкову версію, в яку були вставлені близько 30 машинописних сторінок. Загальний наклад журнальної версії склав 2 мільйони примірників, книжкової — 150 тисяч.
Кузнєцов зробив все можливе, щоб книга була опублікована в СРСР в як можна більшій комплектації. Він ніколи не переставав працювати над головним рукописом, який постійно доповнював за розповідями очевидців і своїми спогадами. Рукопис Кузнєцов вдома зберігати боявся, побоюючись арешту за антирадянську пропаганду. За його розповідями, він сховав його в скляні банки і закопав у лісі під Тулою. Через деякий час Кузнєцов перефотографував рукописи, і у 1969 році, захопивши їх, утік з СРСР. Його книги перестали видавати в бібліотеках, вилучили з продажу в СРСР. В 1970 році в Лондоні була опублікована повна версія «Бабиного Яру». Згодом Кузнєцов став працювати на Радіо «Свобода», де зокрема розповідав і про трагедію Бабиного Яру. У 1979 році письменник помер. «Бабин Яр» в Росії був виданий у повній версії вже після розвалу СРСР.

## Вплив
В 2009 році в Києві було відкрито пам'ятник Анатолію Кузнєцову у вигляді бронзового хлопчика, який читає на стіні німецький указ періоду окупації. Текст окупаційної листівки на пам'ятнику виконаний тільки двома мовами, великим українським шрифтом і дрібним німецьким.

Мы стремглав побежали все на улицу. На заборе была наклеена серая афишка на плохой оберточной бумаге, без заглавия и без подписи:
«Все жиды города Киева и его окрестностей должны явиться в понедельник 29 сентября 1941 года к 8 часам утра на угол Мельниковской и Дохтуровской (возле кладбищ). Взять с собой документы, деньги, ценные вещи, а также теплую одежду, белье и проч. Кто из жидов не выполнит этого распоряжения и будет найден в другом месте, будет расстрелян. Кто из граждан проникнет в оставленные жидами квартиры и присвоит себе вещи, будет расстрелян».

Ниже следовал этот же текст на украинском языке, ещё ниже, мелким петитом, на немецком, так что афишка получилась трёхэтажная.— Анатолий Кузнецов, «Бабий Яр»

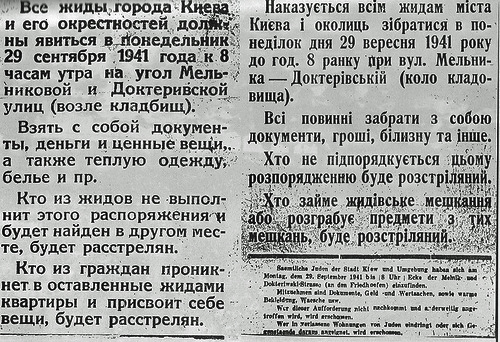
Оголошення німецького командування

Церемонія відкриття пам'ятника була проведена у вигляді справжнього театралізованого дійства, яким організатори постаралися відтворити атмосферу тих днів. Петропавлівська вулиця була перекрита від в'їзду машин огорожами з колючого дроту, стіни декількох будинків були задрапіровані чорною матерією з німецькими оголошеннями 1941 року, з приписом єврейському населенню Києва з'явитися до Бабиного Яру. Уздовж тротуарів стояли члени військово-історичного клубу, одягнені у форму німецьких військовослужбовців часів Другої світової війни. Вулиці через гучномовці наповнювалися оголошеннями, які лунали німецькою мовою, зрідка чулися звуки пострілів. З-за рогу вулиці з'явилася підвода, запряжена конем. На ній сиділи двоє маленьких дітей, а за ними йшли люди в одязі 1940-х років, яких штовхали вперед солдати в німецькій формі з собаками. Церемонія озвучувалася траурною музикою.

## Видання
- Перша публікація: Анатолий Кузнецов. Бабий Яр. Роман-документ // «Юность» (Москва). 1966. № 8-10 (в істотно зміненому радянською цензурою вигляді).
- Перше радянське видання: Кузнецов А. Бабий Яр. М.: Молода гвардия, 1967 (у суттєво зміненому радянською цензурою вигляді).
- Перше повне видання: Анатолий А. Бабий Яр. Frankfurt am Main: Possev-Verlag, 1970 (перевидання: там само, 1988)[1].
- Друге радянське видання: Кузнецов А. Бабий Яр. Запоріжжя: Интербук, 1991 (за текстом видавництва Frankfurt am Main: Possev-Verlag, 1970).
- Третє радянське видання: Кузнецов А. Бабий Яр. М.: Советский писатель; Олимп, 1991 (без цензури).
- Четверте радянське видання: Кузнецов А. Бабий Яр. Київ: Оберіг, 1991 (такий же).
- Перше російське видання: Кузнецов А. Бабий Яр. М.: Захаров, 2001 (перевидання: там же, 2005).
- Друге російське видання: Кузнецов А. Бабий Яр. М.: Астрель; Corpus, 2010 (копія Possev-видання 1970 року).

## Переклади українською
Вперше український переклад роману був зроблений Сергієм Батурином й виданий у 2009 році у видавництві "Саміт-книга" накладом 5 тис. Презентація цього першого українськомовного перекладу роману відбулася 23 вересня 2008 року у Києві у Музеї Другої світової війни й на презентацію з Москви у Київ прилетів син автора роману Олексій Кузнєцов. Варто зазначити що у деяких джерелах зазначається нібито переклад здійснив ще у 2001 році син автора роману Олексій Кузнєцов але книга в його перекладі через різні труднощі нібито була видана у видавництві "Саміт-книга" лише через кілька років у 2009 року; однак у бібліографічному описі українського перекладу роману перекладачем зазначено саме Сергія Батурина.
- Анатолій Кузнєцов. Бабин Яр. Переклад з рос.: Сергій Батурин. Київ: Саміт-книга. 2009. 352 стор. ISBN 978-966-7889-25-8